# Alaşehir Çayı
Il fiume di  Alaşehir (Alaşehir Çayı) è formato dalla confluenza del fiume Derbent Deresi tagliato dalla diga di Buldan (provincia di Denizli) e dal fiume Derbent Çayı tagliato dalla diga di Afşar (provincia di Manisa). È un affluente della riva sinistra del fiume Gediz.